# Quintus Pedius Balbus
Quintus Pedius Balbus (? - 43 v.Chr.) was een Romeins staatsman en militair ten tijde van de Romeinse Republiek. Pedius was de zoon van Atia Balba Prima en een niet bij naam bekende vader uit het Romeinse geslacht (gens) Pedius. Atia Balba Prima was de oudste dochter van praetor Marcus Atius Balbus en Julia Caesaris minor, de tweede zuster van Julius Caesar.
In 57 v.Chr. diende Pedius onder Caesar tijdens de aanval van de Galliërs op Bibracte, een stad van de onderworpen Haedui. Hier benoemde Caesar Quintus Pedius Balbus en Lucius Aurunculeius Cotta tot bevelhebbers van de cavalerie-eenheid.
Terug in Rome verloor Pedius in 55 v.Chr. de verkiezing tot aedilis, maar een jaar later won hij alsnog en werd hij aedilis, een ambt dat werd gebruikt als opstap voor de belangrijkste ambtelijke posten, de cursus honorum. Tijdens de Romeinse Burgeroorlog van 49-45 v.Chr. koos Pedius de zijde van zijn oudoom Caesar. In 48 v.Chr. werd hij benoemd tot praetor. In 45 v.Chr. diende hij als legatus legionis in Spanje, waar hij met Caesar vocht tegen Sextus Pompeius Magnus Pius in de Slag bij Munda. Na de overwinning werd Pedius in Rome door Caesar benoemd tot proconsul. Hij trouwde met de adellijke Valeria; hun zoon Quintus Pedius Publicola werd later senator. Na de moord op Caesar in 44 v.Chr. werd Pedius tot een van zijn erfgenamen benoemd en ging hij in Caesars huis in Rome wonen. Tijdens het tweede triumviraat werd Pedius met Gaius Julius Caesar (Octavianus), later bekend geworden als keizer Augustus, verkozen tot consul. Kort daarna stierf Pedius.